# Олександр Кублінський
Олександр Кублінський (латис. Aleksandrs Kublinskis; 11 вересня 1936, Рига — 24 січня 2018) — латиський композитор. Написав понад 200 естрадних пісень, найвідомішою з котрих є, перш за все, «Ноктюрн». Співпрацював із ризькою групою «Еоліка» (пісні «Ноктюрн», «Zemeņu lauks (Суничний луг)», «Minikletina (Міні-сукня)» тощо), московською групою «Акорд» (пісні «Ноктюрн», «Серце Данко», «Білий лелека», «Слухай весну» тощо), співачкою Ларисою Мондрус та іншими відомими виконавцями.